# Air Force Test Center
Air Force Test Center – znajdująca się na terenie Edwards Air Force Base jednostka odpowiedzialna za realizacje programów badawczych i weryfikacyjnych na rzecz United States Air Force, Departamentu Obrony Stanów Zjednoczonych, NASA i innych agencji rządowych.

## Historia
Ośrodek został założony 25 czerwca 1951 roku jako Centrum Badania Lotu Sił Powietrznych (ang. Air Force Flight Test Center). Nazwa ta obowiązywała do 2012 roku gdy zmieniono ją na obowiązującą obecnie Air Force Test Center. W ramach ośrodka funkcjonuje U.S. Air Force Test Pilot School - szkoła pilotów doświadczalnych amerykańskich sił powietrznych. Jej zadaniem jest szkolenie personelu, który potem będzie realizował zadania pilotów-oblatywaczy oraz nadzorujących loty doświadczalne nawigatorów i inżynierów pokładowych. Wsparcie dla Air Force Test Center zapewnia 412th Test Wing (412. Skrzydło Doświadczalne), odpowiedzialne za zarządzanie operacjami lotniczymi odbywającymi się w ramach prac Centrum oraz ich funkcjonowaniem. Organizacyjnie również U.S. Air Force Test Pilot School jest częścią 412. Skrzydła.